# Курио (растение)
Курио (лат. Curio) — род суккулентных растений семейства Астровые (Asteraceae), произрастающий на территории стран Южной Африки. Ранее, представители рода принадлежали к роду Крестовник (Senecio). 
В связи с популярностью некоторых видов в комнатной культуре, на многих интернет-ресурсах можно встретить растения с прежними названиями. Например, популярный представитель рода – Курио Роули (Curio rowleyanus), продолжает встречаться как Крестовник Роули (Senecio rowleyanus).

## Название
По одной версии, название рода Curio означает «наклоненный» и относится к многим видам, приспособленным к наклонной или лежачей среде обитания. По другой версии, оно происходит от латинского слова curiosus, возможно, в связи с «любопытной» морфологией представителей рода. 
В отсутствие русскоязычного названия рода в авторитетных источниках, вероятным вариантом названия на русском языке будет «Курио». 

## Распространение
Эндемики Южной Африки. Распространены в Ботсване, Лесото, Намибии, Эсватини и ЮАР (Капская провинция, Квазулу-Натал, Фри Стейт).  
Интродуцированы в Анголе, Южной Новой Зеландии, Пуэрто-Рико, Италии (Сицилия), Португалии (Азорские острова) и Испании (территория Пиренейского полуострова и Канарские острова). 

## Систематика
Представители рода ранее входили в состав рода Крестовник (Senecio). Однако виды, присутствующие в этом роде, не были достаточно исследованы и морфологические характеристики были смутными. В связи с этим, было проведено филогенетическое и таксономическое исследование. Анализ генетических областей подтвердил, что Курио является монофилетической группой.

## Таксономия
Curio P.V.Heath, первое упоминание в Calyx 5: 136 (1997).

### Виды
Подтверждённые виды по данным сайта Plants of the World Online на 2023 год:
- Curio acaulis (L.f.) P.V.Heath
- Curio archeri (Compton) P.V.Heath
- Curio citriformis (G.D.Rowley) P.V.Heath
- Curio corymbifer (DC.) Eggli
- Curio crassulifolius (DC.) P.V.Heath
- Curio ficoides (L.) P.V.Heath
- Curio hallianus (G.D.Rowley) P.V.Heath
- Curio herreanus (Dinter) P.V.Heath
- Curio muirii (L.Bolus) van Jaarsv.
- Curio ovoideus (Compton) P.V.Heath
- Curio pinguifolius (DC.) P.V.Heath
- Curio pondoensis (van Jaarsv. & A.E.van Wyk) J.C.Manning
- Curio radicans (L.f.) P.V.Heath — Курио укореняющийся
- Curio repens (L.) P.V.Heath — Курио ползучий
- Curio rowleyanus (H.Jacobsen) P.V.Heath — Курио Роули
- Curio sulcicalyx (N.E.Br.) P.V.Heath
- Curio talinoides (DC.) P.V.Heath

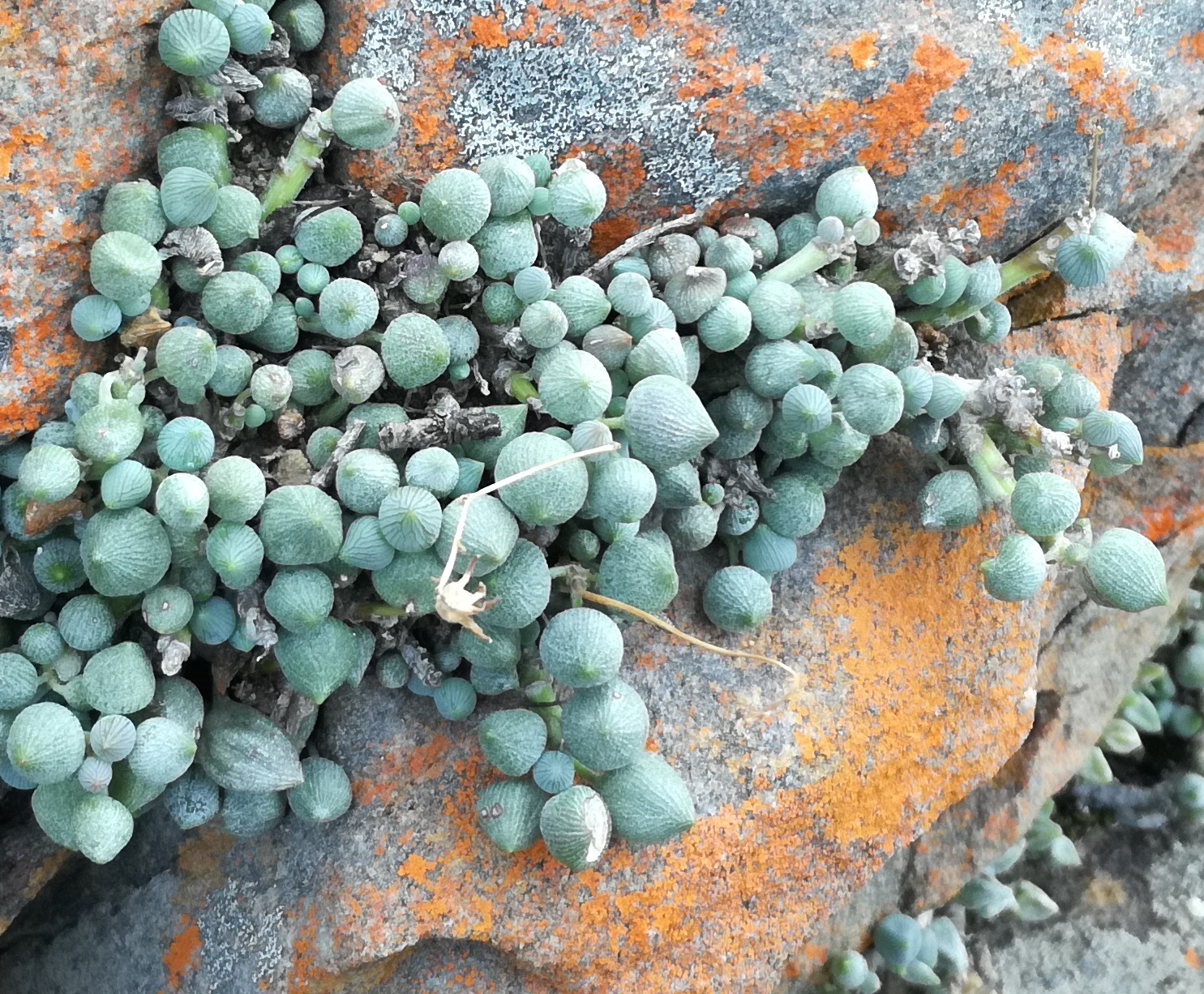
Curio citriformis
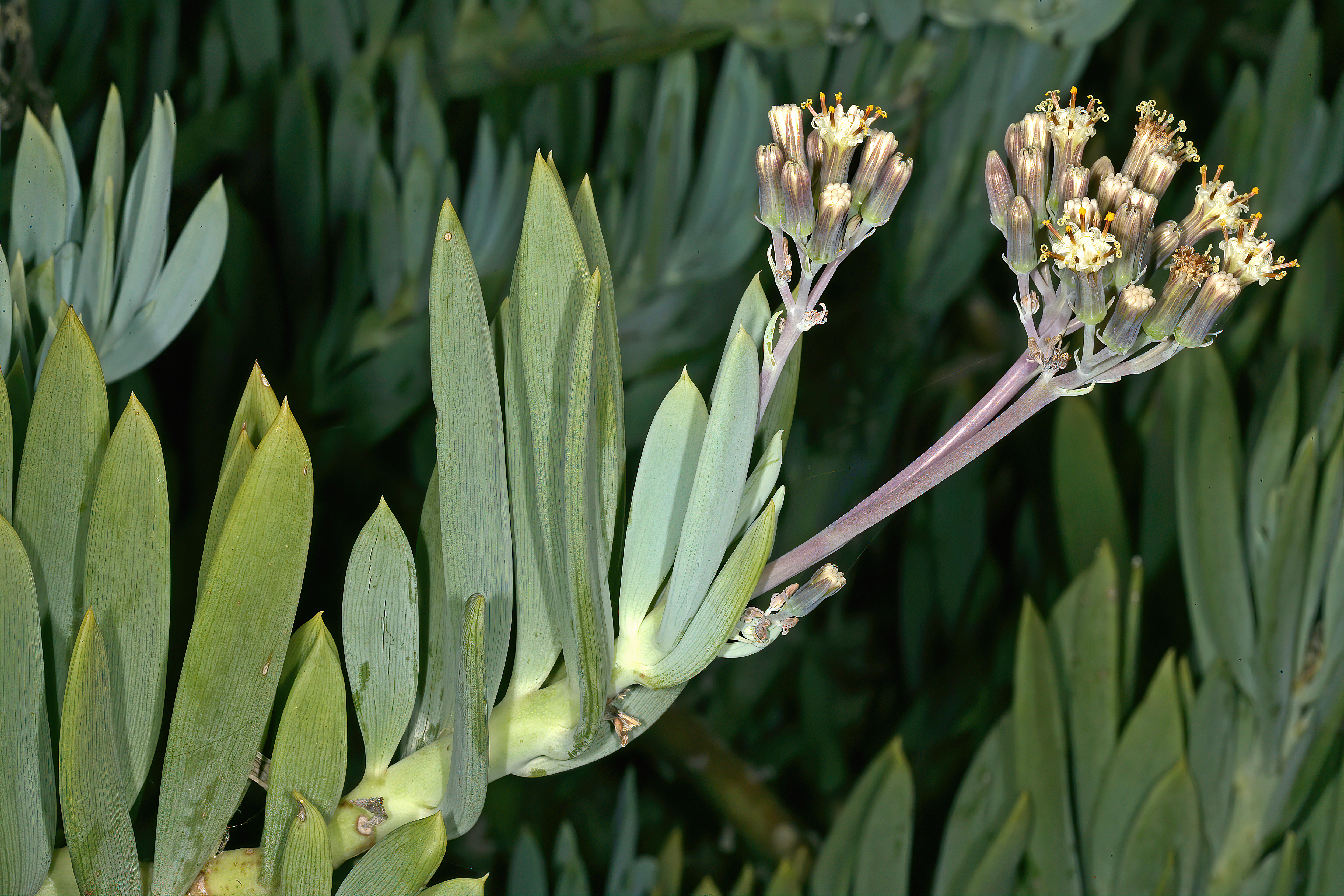
Curio ficoides
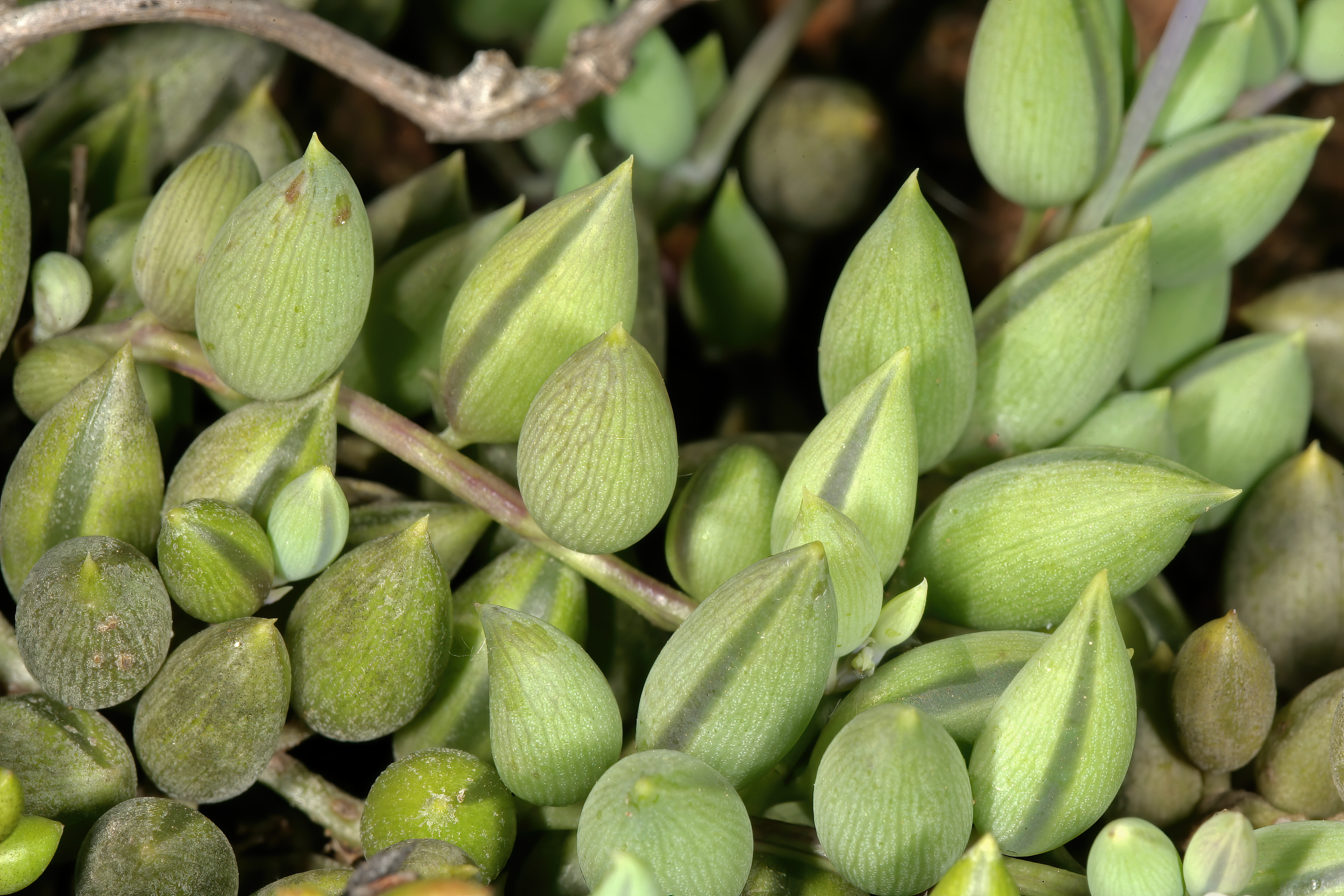
Curio radicans
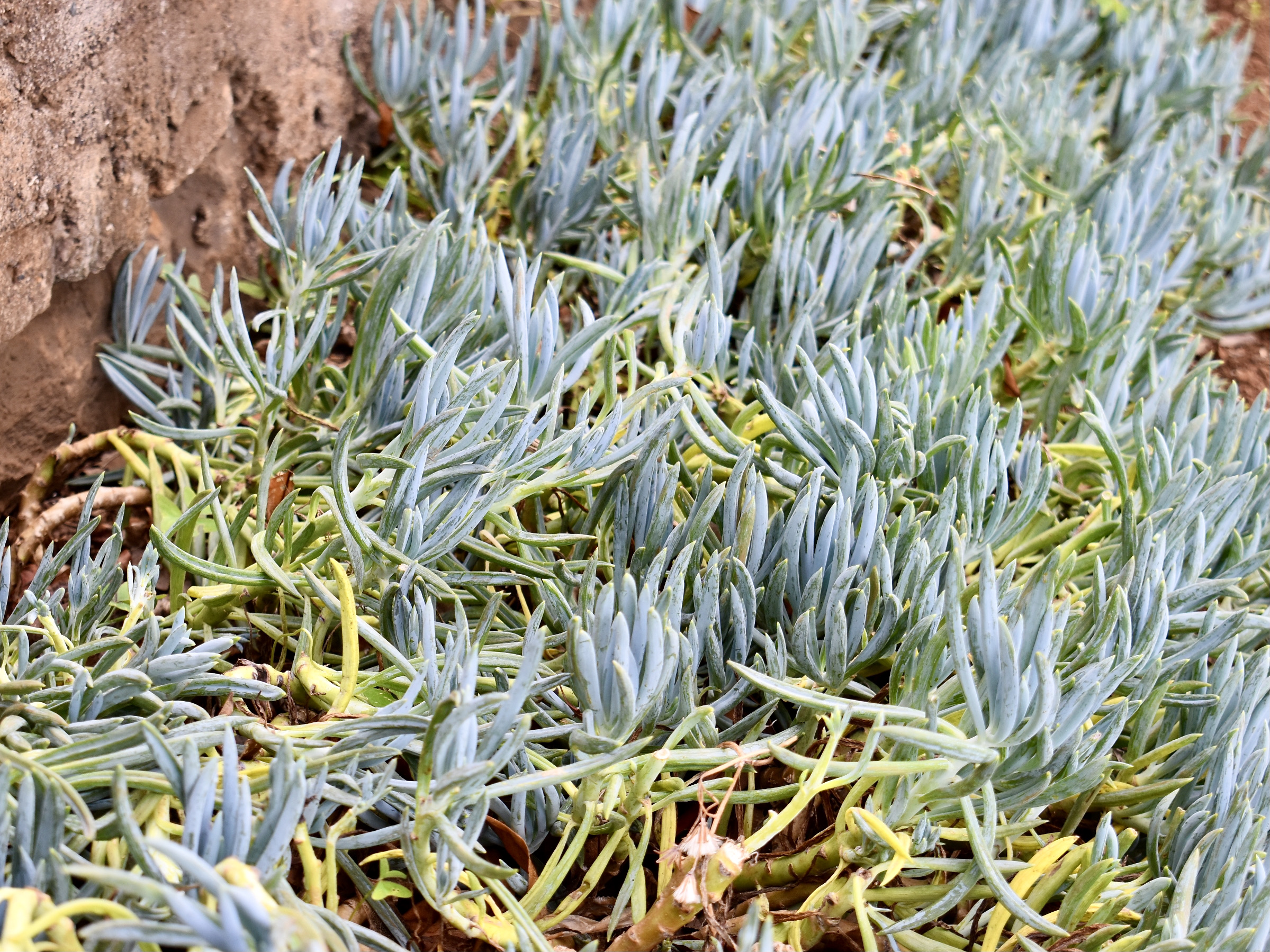
Curio repens
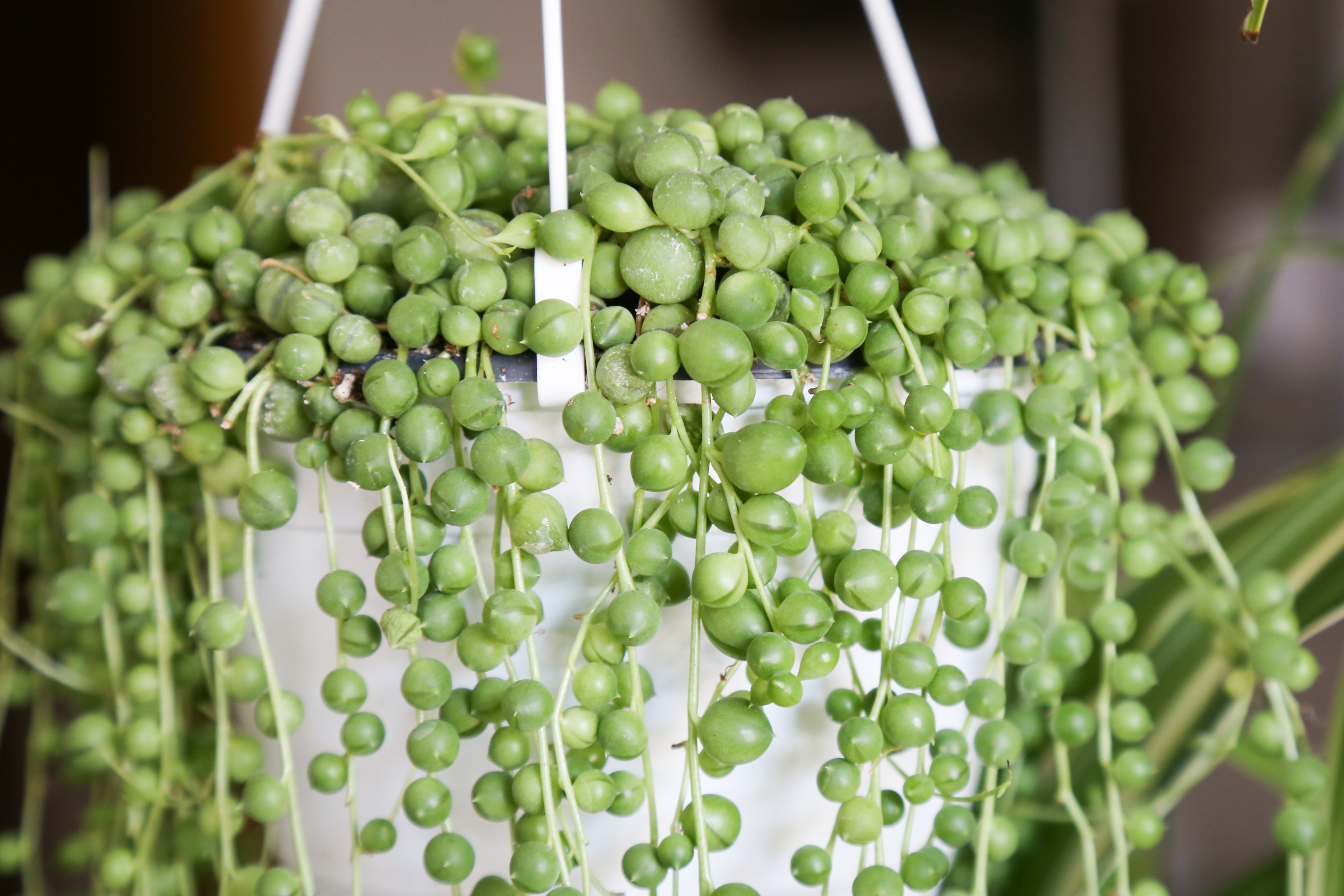
Curio rowleyanus
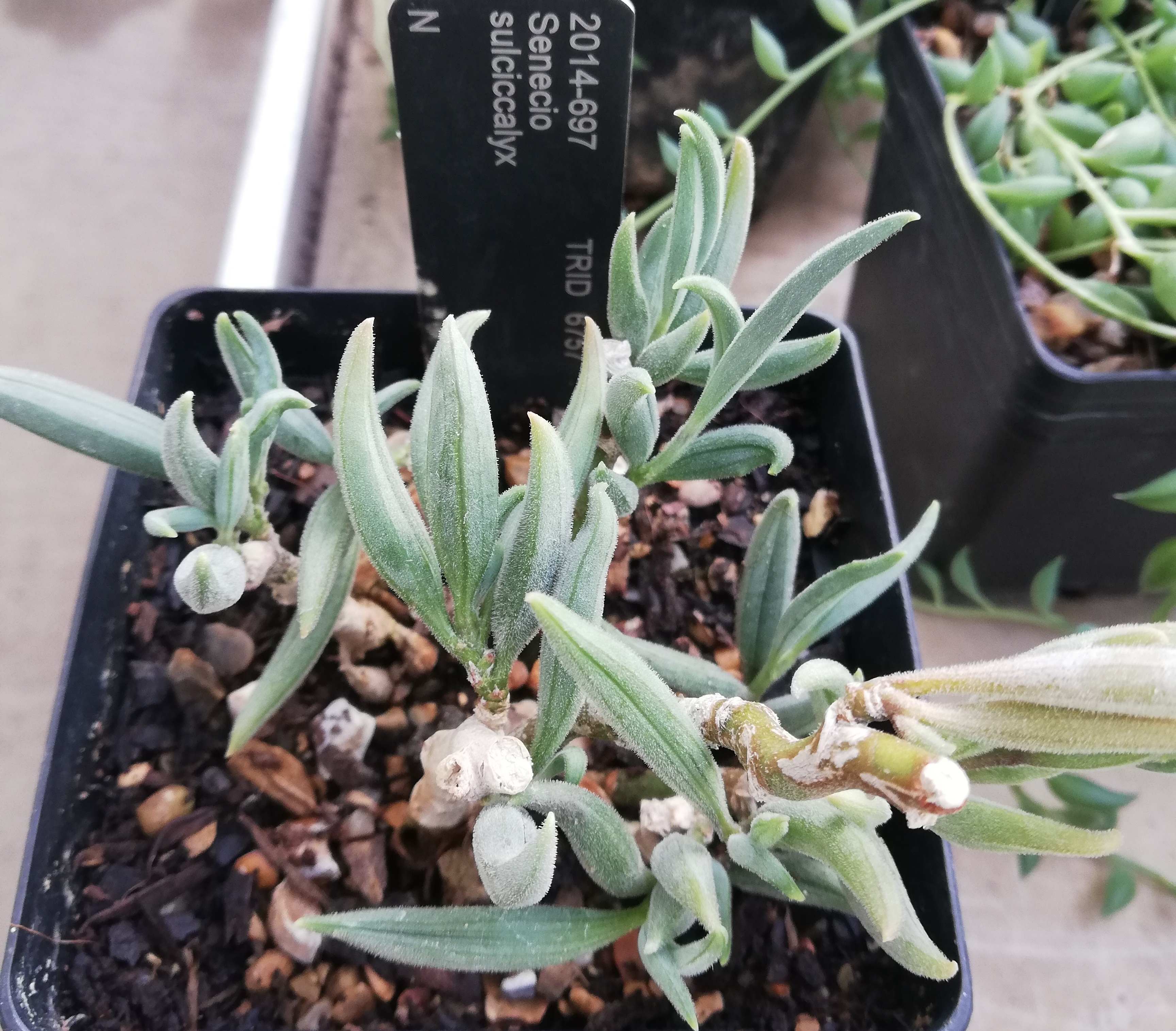
Curio sulcicalyx